# 1723 au théâtre
| Années du théâtre : 1720 - 1721 - 1722 - 1723 - 1724 - 1725 - 1726    |
| Décennies du théâtre : 1690 - 1700 - 1710 - 1720 - 1730 - 1740 - 1750 |

## Événements
- 2 mars : l'acteur Armand-François Huguet, dit Armand, débute à la Comédie-Française dans le rôle de Pasquin dans L'Homme à bonnes fortunes de Michel Baron.
- L'acteur français Charles Langlois et sa famille arrivent en Suède avec la troupe engagée pour se produire au théâtre du Bollhuset (sv) à Stockholm, sous la direction de Jean-Baptiste Landé, maître de ballet à la cour suédoise.
- L'auteur dramatique français Philippe Néricault Destouches est élu à l'Académie française (fauteuil 6).

## Pièces de théâtre publiées
- Marivaux, Arlequin poli par l'amour, Paris, Veuve Guillaume (lire en ligne).
- Marivaux, La Surprise de l'amour, Paris, Veuve Guillaume, 6-110 p. (lire en ligne).

## Pièces de théâtre représentées
- 19 février : Louis Fuzelier, Le Serdeau des théâtres, comédie, Paris,  Comédiens italiens.
- 6 avril : Marivaux, La Double Inconstance, comédie, Paris, Hôtel de Bourgogne, par les  Comédiens italiens.
- 6 avril : Antoine Houdar de La Motte, Inès de Castro, tragédie, Paris, Théâtre-Français.
- 24 juillet : Pierre-François Biancolelli, Agnès de Chaillot (parodie d'Inès de Castro), Paris, foire Saint-Laurent.
- 23 décembre : Pierre-François Godard de Beauchamps, Le Jaloux et Le Jaloux puni, comédies, Paris, Hôtel de Bourgogne.

## Naissances
- 25 janvier :  Claire Josèphe Hippolyte Léris dite Mademoiselle Clairon, actrice française, morte le 29 janvier 1803.
- 8 février : Antoine de Léris, historien du théâtre et polygraphe français, auteur du Dictionnaire portatif, historique & littéraire des théâtres, mort le 3 octobre 1795.
- 1er mars : Joseph-François-Édouard de Corsembleu, dramaturge français, né le 25 février 1761.
- 17 mai : Bianca Laura Saibante, poétesse et dramaturge italienne, morte le 6 mars 1797.
- 17 octobre : Claude Guimond de La Touche, poète français, auteur d'une tragédie, mort le 14 février 1760.
- 28 octobre : Pierre-Augustin Lefèvre de Marcouville, dit Marcouville, avocat et dramaturge français, auteur de livrets d'opéra comique, mort en 1790.
- Date précise inconnue :
  - Teresa Imer, dite Mme Pompeati, Mme Trenti et Mrs Cornelys, chanteuse et directrice de théâtre vénitienne, active en Italie, en France, en Hollande et en Angleterre, morte le 19 août 1797.

## Décès
- 11 mai : Jean Galbert de Campistron, auteur dramatique français, né le 3 août 1656.
- 29 mai : Jean de La Chapelle, auteur dramatique français, né le 24 octobre 1651.
- 21 juin : François Du Mouriez, dit Du Périer, acteur français, sociétaire de la Comédie-Française, introducteur de la pompe à incendie en France, né vers 1650.
- 27 novembre : David Augustin de Brueys, théologien et auteur dramatique français, né le 18 septembre 1641.
- 1er décembre : Susanna Centlivre, actrice et dramaturge anglaise, baptisée en novembre 1669.